# Burauen

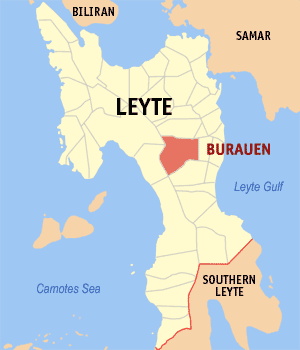
Bản đồ Leyte với vị trí của Burauen

Burauen là một đô thị hạng 2 ở tỉnh Leyte, Philippines. Theo điều tra dân số năm 2007, đô thị này có dân số 48.606 người trong 9.213 hộ.

## Các đơn vị hành chính
Burauen được chia ra 77 barangay.
| - Abuyogon - Anonang - Arado - Balao - Balatson - Balorinay - Bobon - Buenavista - Buri - Caanislagan - Cadahunan - Cagangon - Cali - Calsadahay - Candag-on - Cansiboy - Catagbacan - Poblacion District I - Poblacion District II - Poblacion District III - Poblacion District IV - Poblacion District V - Poblacion District VI - Poblacion District VII - Poblacion District VIII - Poblacion District IX | - Dumalag (Pusod) - Ilihan - Esperanza - Gitablan - Hapunan - Hibonawan - Hugpa East - Hugpa West - Kalao - Kaparasanan - Laguiwan - Libas - Limburan - Logsongan - Maabab - Maghubas - Mahagnao - Malabca - Malaguinabot - Malaihao (San Ramon) - Matin-ao - Moguing - Paghudlan - Paitan - Pangdan - Patag | - Patong - Pawa - Roxas - Sambel - San Esteban - San Fernando - San Jose East - San Jose West - San Pablo - Tabuanon - Tagadtaran - Taghuyan - Takin - Tambis (Naboya) - Toloyao - Villa Aurora - Villa Corazon - Villa Patria - Villa Rosas (Cabang) - Kalbana - Damulo-an - Dina-ayan - Gamay - Kalipayan - Tambuko |